# 1640

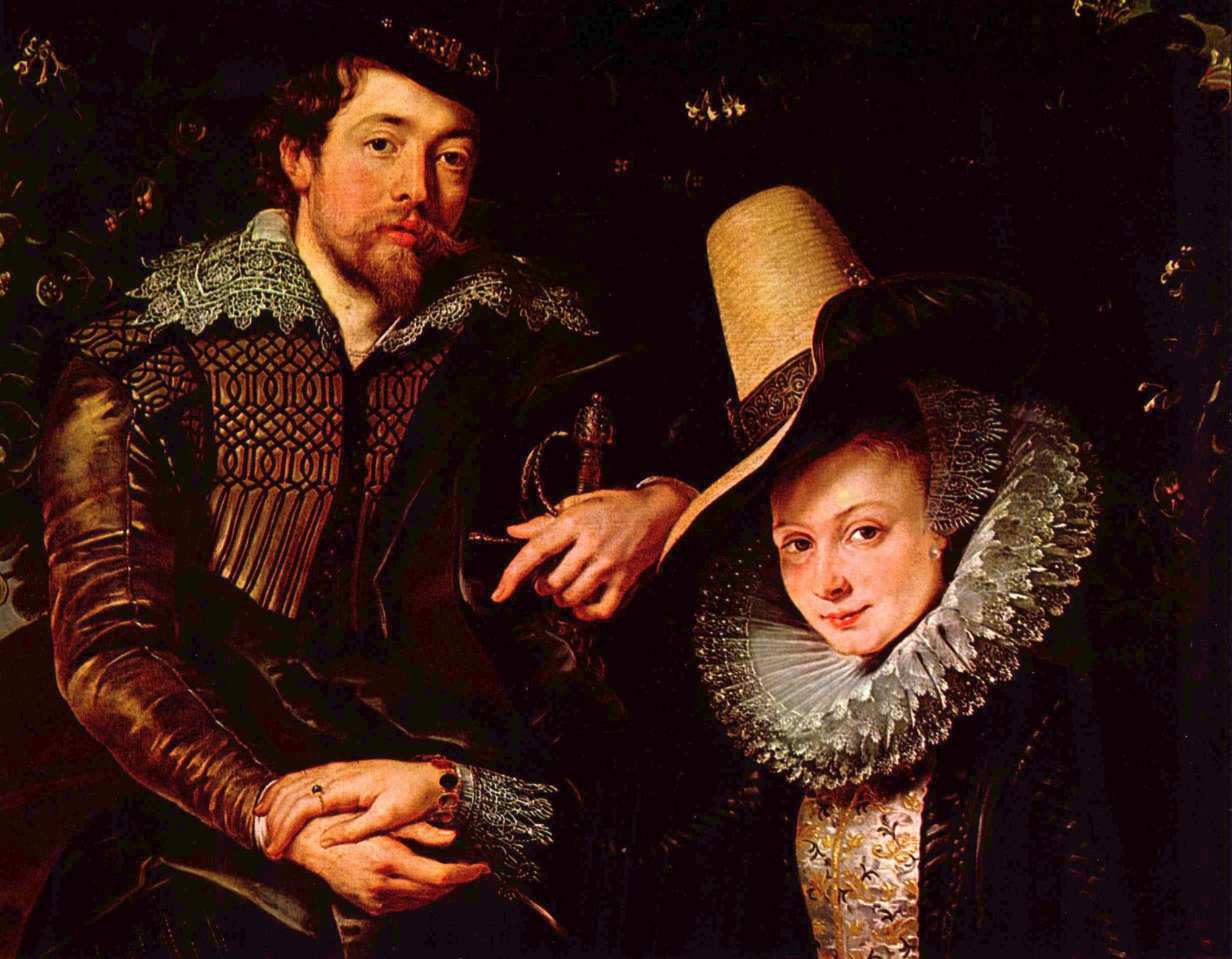
Rubens en zijn vrouw

Het jaar 1640 is het 40e jaar in de 17e eeuw volgens de christelijke jaartelling.

## Gebeurtenissen
maart
- 8 -  Een expeditie van de Verenigde Oost-Indische Compagnie onder leiding van Willem Jacobsz. Coster landt aan de noordkant van het fort Galle aan de zuidwestkust van Ceylon. Willem Jacobsz. Coster wordt de eerste gouverneur van Ceylon voor de VOC.

augustus
- 22 - Een schip met aan boord Manuel de Aranda uit Brugge wordt voor de kust van Bretagne overmeesterd door Barbarijse zeerovers en overgebracht naar Algiers.
- 22 - Willem Lodewijk van Nassau-Saarbrücken wordt opgevolgd door zijn zoons Crato, Johan Lodewijk, Gustaaf Adolf, en Walraad onder regentschap van hun moeder Anna Amalia van Baden-Durlach.

december
- 1 - Een menigte in Lissabon bestormt het regeringspaleis en dwingt de Spaanse landvoogd Margaretha van Savoye het land te verlaten. Portugal wordt weer onafhankelijk, met de hertog van Bragança, Johan IV, als koning. Begin van de Portugese Restauratieoorlog.

zonder datum
- Na de dood van Hendrik Casimir besluit de Staten-Generaal een afvaardiging naar Friesland en Groningen te sturen om erop aan de dringen Frederik Hendrik als stadhouder te benoemen. Friesland benoemt snel Hendriks broer Willem Frederik voor de afvaardiging arriveert.
- Groningen en Drenthe besluiten Frederik Hendrik tot stadhouder te benoemen en niet Willem Frederik, zijn schoonzoon.
- De Staten-Generaal benoemen de prins van Oranje ook tot stadhouder van de generaliteitslanden Wedde en Westerwolde.
- Catalonië en Portugal komen in opstand tegen de Spaanse heerschappij.
- Frankrijk annexeert Artois, Montmédy en Thionville. Dit wordt uiteindelijk in 1659 door Spanje erkend.

## Beeldende kunst

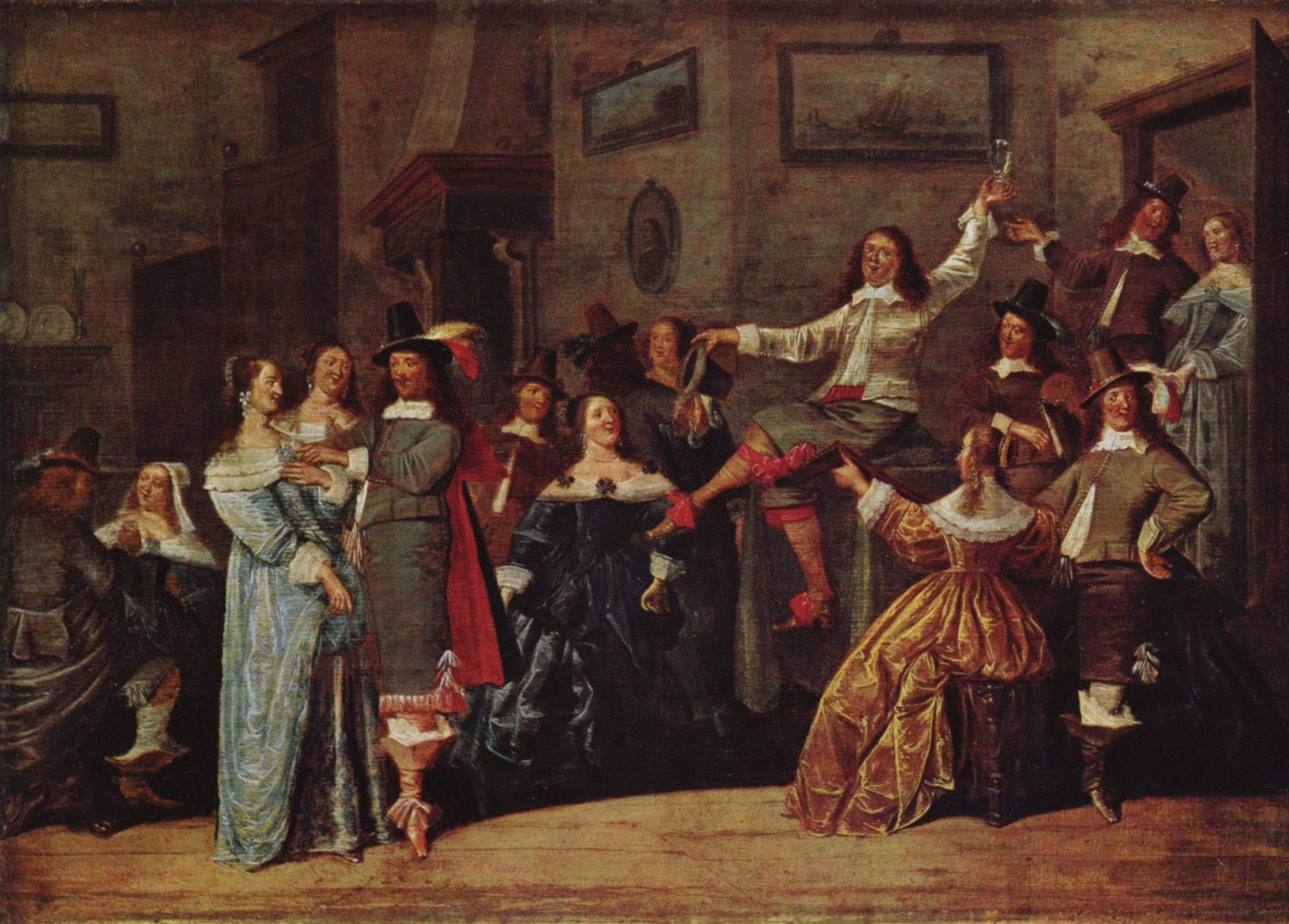
Vrolijk gezelschap (1640) Dirck Hals, Staatsgalerie, Stuttgart

## Bouwkunst

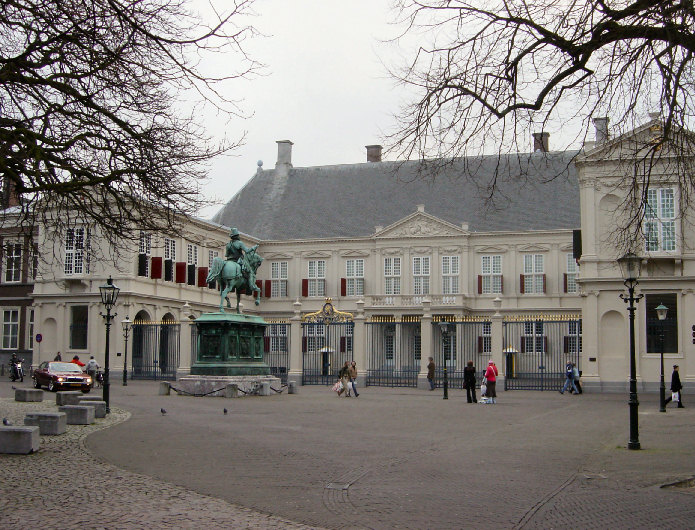
Paleis Noordeinde, (1640) Jacob van Campen en Pieter Post
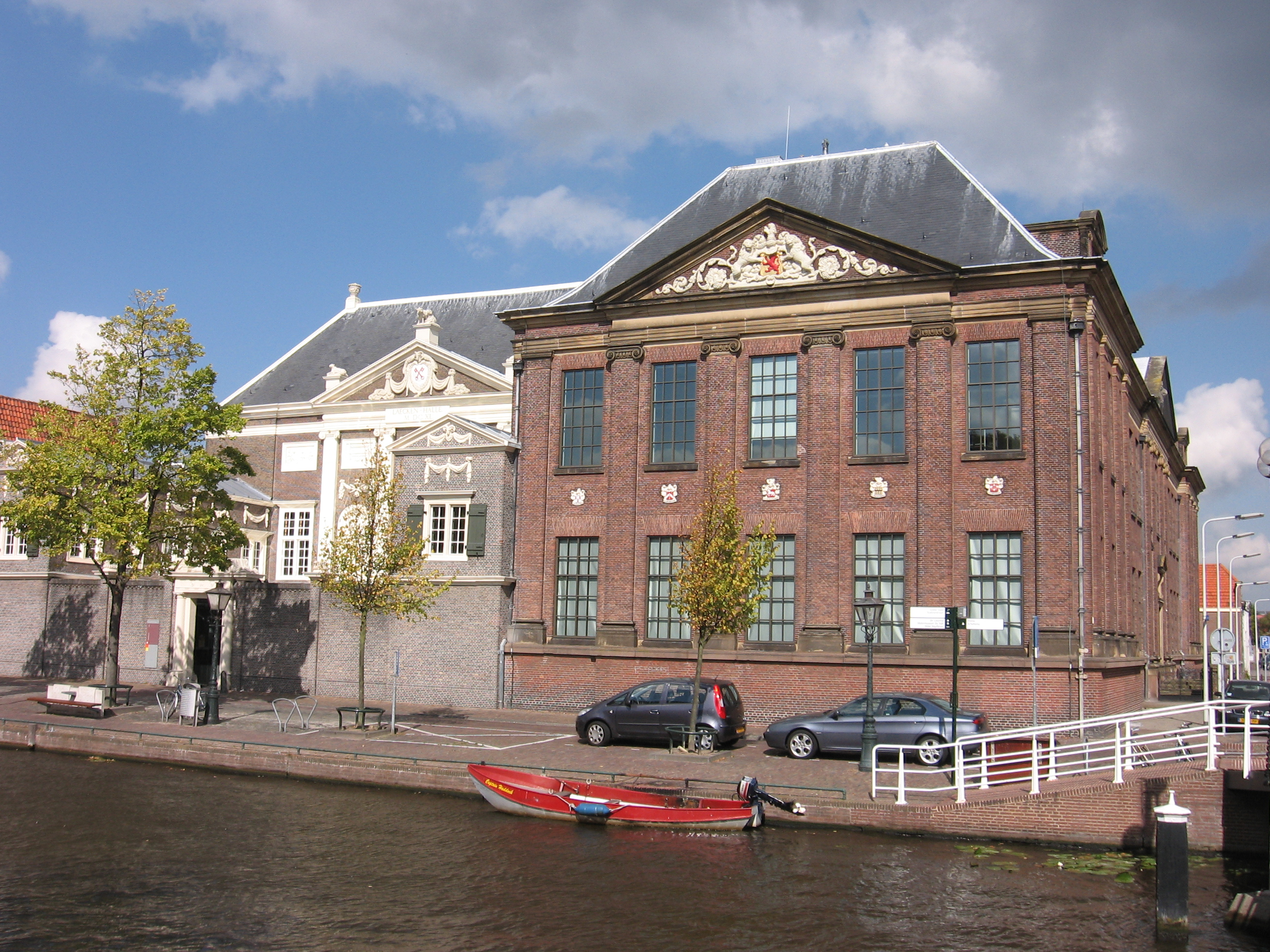
Stedelijk Museum De Lakenhal (1640) Arent van 's-Gravesande

## Geboren
april
- 26 - Frederik van Nassau-Weilburg, graaf van Nassau-Weilburg (overleden 1675)

juni
- 10 - Aphra Behn, Brits schrijfster (overleden 1689)

september
- 11 gedoopt - Gerard de Lairesse, (Zuid-)Nederlands kunstschilder en graficus (overleden 1711)

december
- 26 - Carl Rosier, componist uit de Nederlanden (overleden 1725)

datum onbekend
- Barbara Palmer, minnares van koning Karel II van Engeland (overleden 1709)
- Jacques Thomelin, Frans componist en organist (overleden 1693)

## Overleden
februari
- 2 - Jeanne de Lestonnac (83), Frans ordestichtster en heilige
- 19 - Murat IV (27), sultan van het Ottomaanse Rijk

maart
- 17 - Philip Massinger (56), Engels toneelschrijver

mei
- 30 - Pieter Pauwel Rubens (62), Vlaams barokschilder

juli
- 22 - Hendrik Casimir I (28), stadhouder van Friesland, Groningen en de Landschap Drenthe

augustus
- 22 - Willem Lodewijk van Nassau-Saarbrücken (49), graaf van Nassau-Saarbrücken

september
- 30 - Jacopo Chimenti (89), Italiaans kunstschilder

oktober
- 6 - Wolraad IV van Waldeck-Eisenberg (52), Duits graaf

december
- 5 december - John Atherton (42), bisschop en eerste ter dood veroordeelde onder de Buggery Law die hij zelf in Ierland hielp invoeren
- 31 - Johannes Franciscus Régis (43), Frans volksprediker, jezuïet en heilige

datum onbekend
- Guilielmus Messaus (~51), componist uit de Zuidelijke Nederlanden